# 海宝寺 (京都市)
海宝寺（かいほうじ）は、京都市伏見区桃山町正宗にある、黄檗宗の寺院である。

## 歴史
享保年間（1716 - 1736年）、萬福寺12世の杲堂元昶（こうどうげんちょう）によって創建され、萬福寺13世竺庵浄印 （じくあんじょういん）が隠居先としたという。もと開法寺という天台宗寺院であったものを竺庵浄印が改宗して海宝寺としたとする別伝もある。
寺のある桃山町正宗は、仙台藩の藩祖伊達政宗の伏見城上屋敷があった場所で、町名もこれに由来する。境内には伊達家上屋敷跡の説明板が仙台市によって設置されている。
大丸の創業者下村彦右衛門正啓は竺庵に帰依し自ら浄財を投じて援助を続けた。

## 境内
- 仏殿 - 宝暦14年（1764年）建立。
- 方丈 - 宝暦14年（1764年）建立。内部には伊藤若冲が晩年に制作した障壁画「群鶏図」があったが、現在は京都国立博物館所蔵となっている。障壁画のあった部屋は「若冲筆投げの間」と呼ばれている。
- 祠堂 - 大丸関係者の位牌を祀っている建物。
- 手水鉢 - 豊臣秀吉遺愛のものと伝える。
- 木斛（モッコク） - 仏殿前にあり伊達政宗手植えの木と伝えられる（樹齢約400年）。

当寺は普茶料理（中国式の精進料理）で知られ、山門には「普茶大本山開祖道場」の札が掛かる。

## 交通アクセス
- 京阪本線 墨染駅徒歩9分